# Трену (Румунія)
Трену (рум. Trenu) — село у повіті Прахова в Румунії. Входить до складу комуни Кіождянка.
Село розташоване на відстані 84 км на північ від Бухареста, 33 км на північний схід від Плоєшті, 140 км на захід від Галаца, 73 км на південний схід від Брашова.

## Населення
За даними перепису населення 2002 року у селі проживали 695 осіб, усі — румуни. Усі жителі села рідною мовою назвали румунську.